# آدم ميشيل
آدم ميشيل (بالبولندية: Adam Michel)‏ هو لاعب كرة قدم بولندي في مركز الدفاع، ولد في 27 مايو 1936، وتوفي في 8 يناير 1990. شارك مع منتخب بولندا لكرة القدم. أما مع النوادي، فقد لعب مع فيسوا كراكوف.

## وصلات خارجية
- آدم ميشيل على موقع قاعدة بيانات كرة القدم.إي يو (الإنجليزية)